# Moto Morini Dart
La Dart è una motocicletta prodotta dalla Italiana Moto Morini dal 1988 e venduta dal giugno 1988, presentata per la prima volta al Salone di Milano nel novembre 1987.

## Contesto
È il frutto dell'acquisizione, avvenuta nel marzo 1987, del marchio Moto Morini da parte del gruppo Castiglioni (allora proprietario di Cagiva, Ducati e Husqvarna): nasce dall'inserimento del noto motore bicilindrico Moto Morini da 350 cm³ nel telaio (leggermente rivisto) e nella carenatura della Cagiva Freccia C9 125 cm³.
La moto non ebbe il successo sperato, poiché per i diciottenni cui era destinata risultava più cara e meno prestazionale della concorrenza: nel 1989 la Dart costava 6.783.000 lire, aveva una potenza alla ruota di circa 30 CV e raggiungeva i 164 km/h, vale a dire un prezzo superiore di circa 600.000 lire rispetto alla Yamaha RD 350 LC (la quale aveva 50 CV alla ruota e raggiungeva i 190 km/h). Ad affossare la Dart contribuì inoltre l'abolizione del limite di cilindrata (a 350 cm³) per i diciottenni. La produzione cessò nel 1990 dopo circa 1.000 esemplari costruiti, alcuni dei quali con cilindrata portata a 400 cm³ per il mercato giapponese.

## Descrizione tecnica
Il motore è il classico bicilindrico a V di 72° longitudinale con cilindri sfalsati di 50 mm fronte marcia, progettato da Franco Lambertini e introdotto per la prima volta nel 1972 sulla 3 1/2: ha cilindri in lega di alluminio con riporto al nichel-silicio, camera di combustione ricavata nel cielo del pistone tipo Heron, lubrificazione forzata con pompa ad ingranaggi e regime limite di sfarfallamento massimo di 9.000 giri. Sulla Dart soffriva di problemi di carburazione e raffreddamento dovuti alla carenatura chiusa. Modificato rispetto ai modelli precedenti l'avviamento elettrico, reso più affidabile (fu eliminata la pedivella).
La sospensione posteriore ha il forcellone oscillante in acciaio, montato su gabbie a rulli. Il telaio, come detto in precedenza, è quello della Cagiva Freccia modificato nella zona centrale per poter ospitare il bicilindrico Morini.
La moto è stata prodotta nella sola colorazione "bianco perlato" con inserti blu e azzurri.

## Fonti e bibliografia
- Luigi Corbetta, Freccia spuntata, Motociclismo d'Epoca 10/2010, Edisport, Pero (MI), pagg. 40-48